# Semypołky
Semypołky (ukr. Семиполки) – wieś na Ukrainie, w obwodzie kijowskim, w rejonie browarskim, w hromadzie Kałyta. W 2001 liczyła 3050 mieszkańców, spośród których 2908 wskazało jako ojczysty język ukraiński, 128 rosyjski, 3 mołdawski, 1 białoruski, 7 ormiański, 2 inny, a 1 osoba się nie zadeklarowała.